# Mulleripicus
Mulleripicus é um género de aves da família dos pica-paus. As aves deste género encontram-se no Sul e no Sudeste Asiático.

## Lista de espécies
O género Mulleripicus contém 4 espécies:
- Pica-pau-fuliginoso-de-celebes, Mulleripicus fulvus
- Pica-pau-filipino-nortenho, Mulleripicus funebris
- Pica-pau-filipino-meridional, Mulleripicus fuliginosus
- Pica-pau-ardósia, Mulleripicus pulverulentus